# 福原信三
福原 信三（ふくはら しんぞう、1883年（明治16年）7月25日 - 1948年（昭和23年）11月4日）は、日本の実業家、写真家。資生堂の創業者・福原有信の息子であり、株式会社資生堂の初代社長。弟に写真家の福原路草がいる。

## 来歴
東京府京橋区出雲町（現・東京都中央区銀座）で資生堂薬局（当時）の福原家に生まれる。名前の「三」が示す通り福原家の三男であるが、長男の信一は身体が弱く、また二男の信二も幼少期に他界してしまったため、後継ぎとして育てられた。
中学時代は画家を志し、日本画家の石井鼎湖に入門するなどしたが、父の希望に従い薬学の道に進んだ。千葉医学専門学校（現・千葉大学医学部）を卒業後、1908年（明治41年）に米国・コロンビア大学薬学部に留学。卒業後はドラッグストアや化粧品工場で2年間働き、帰国して兄・信一と二人三脚で資生堂の経営をしていくこととなる。
経営にあたっては、資生堂を本格的に化粧品事業へ移行させ、また1916年（大正5年）には他の企業に先駆けて意匠部（現在の宣伝部）を発足させた。
意匠部では美術学校の学生や若手画家をスタッフにしてポスター、新聞広告、パッケージデザイン、店舗設計などを行った。
「商品をしてすべてを語らしめよ」が口癖で、“商品”を伝える商品名、容器、パッケージすべてに神経を使った。
家業を受継ぎ実業界で活躍する一方で、芸術をこよなく愛する文化人でもあった。資生堂のシンボルマーク「花椿」を考案したのも福原信三で、山名文夫がデザイン図案化した。

## 写真家としての活動
日本近代写真の黎明期に「写真芸術」の確立をめざして活動した。東洋写真会で宮内幸太郎の指導を受けた後、1921年（大正10年）、大阪の上田竹翁の次男である箸尾文雄、写真家の不動健治らとともに「藝術冩眞社」を興した。続いてピクトリアリズムの作風よりも写真本来の機能を重視した方向にむかい「冩眞藝術社」を作る。
1922年には写真集『巴里とセイヌ』を刊行。また『写真芸術』誌を創刊するなど、アマチュア写真家のリーダーとして活躍した。誌上で発表された論文『光と其諧調』（1923年）は多くの写真家に影響を与えた。1924年には日本写真会を結成し会長に就任。1939年（昭和14年）には野島康三とともに国画会に写真部創設などの活動を行った。

## 著書
- 『光と其諧調』写真芸術社、1923年3月。
  - 『光と其諧調』（第3版）写真芸術社、1923年4月。NDLJP:971704。
- 『菊岡辰次郎写真遺作集』日本写真会、1926年4月。NDLJP:924868。
- 『日本写真会第五回展覧会優秀作品集』日本写真会、1929年9月。
- 『身辺風景』資生堂、1930年1月。
- 『西湖風景』日本写真会、1931年3月。NDLJP:1174860。
- 『巴里とセーヌ』日本写真会、1935年6月。
  - 『巴里とセーヌ』飯沢耕太郎・金子隆一監修、国書刊行会〈日本写真史の至宝〉、2007年8月。ISBN 978-4336044877。復刻
- 『松江風景』日本写真会、1935年6月。NDLJP:1259638。
- 『布哇風景』日本写真会、1937年3月。
- 『写真集 武蔵野風物』靖文社、1943年1月。
  - 『武蔵野風物』大空社〈柳田國男の本棚 24〉、1998年6月。ISBN 978-4756807403。復刻
- 『随筆 写真を語る』武蔵書房、1943年5月。NDLJP:1069121。
- 『福原信三論説 写真芸術』武蔵書房、1943年8月。NDLJP:1069120。

没後出版
- 『福原信三・福原路草写真集 光と其諧調』ニッコールクラブ〈ニコンサロンブックス 3〉、1977年3月。ISBN 978-4900398177。非売品
- 『光とその階調　福原信三・福原路草写真集 1913年-1941年』 ワタリウム美術館、1992年
- 『光の詩情　福原信三の世界展』 飯沢耕太郎監修、資生堂、1994年。図録
- 『福原信三と福原路草 日本の写真家 3』 岩波書店、1997年9月。ISBN 978-4000083430

長野重一・飯沢耕太郎・木下直之編集委員、石井亜矢子解説
- 『写真家・福原信三の初心』 山田勝巳編著、福原義春回想「伯父、信三と路草、そして父と」、資生堂、2005年6月。ISBN 978-4763005168
- 『福原信三と美術と資生堂展』世田谷美術館 企画構成、求龍堂、2007年。図録（デザイン図版ほかを併録）